# ديفيد أوكلي
ديفيد أوكلي (بالإنجليزية: David Oakley)‏ هو لاعب غولف أمريكي، ولد في 27 أبريل 1945 في نيويورك في الولايات المتحدة، وتوفي في 2 يوليو 2006 بسبب سرطان البروستاتا.

## وصلات خارجية
- ديفيد أوكلي على موقع رابطة أوروبا للاعبي الغولف المحترفين (الإنجليزية)